# Silnice II/205
Silnice II/205 je komunikací II. třídy. Začíná odbočkou ze silnice I/20 v osadě Nová Hospoda (obec Nevřeň) směrem na sever. Prochází obcemi Nekmiř, Tlučná a v obci Loza se křižuje se silnicí II/204. Dále směřuje přes Dražeň a Bažantnici do obce Vladměřice, kde se spojí se silnicí II/201. Vedou společně do města Manětín. Tady II/205 odbočí na sever do obce Stvolny. V této obci odbočuje směrem na východ silnice II/206. II/205 vede dále do obcí Močidlec a Kolešov u Žlutic. Po přejezdu trati 161 a za mostem přes řeku Střelu
se spojí se silnicí II/226 a vedou do města Žlutice. II/226 tady končí, avšak II/205 dále směřuje na sever. Asi 2 km za obcí Veselov pak končí napojením na tzv. karlovarku, tj. silnici I. třídy I/6.
Na trase jsou čerpací stanice ve městech Manětín a Žlutice. Celková délka silnice je zhruba 45 km.